# Cammino di San Michele

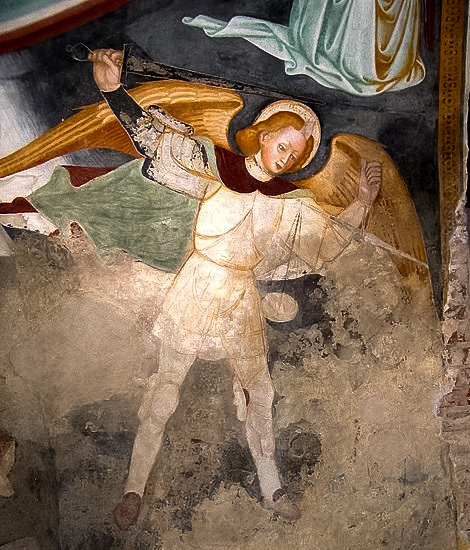
Affresco di San Michele Arcangelo nella pieve romanica di Volpedo

Il Cammino di San Michele è un itinerario di pellegrinaggio di lunga distanza che ripercorre la cosiddetta "Linea di San Michele", dalle Skellig al Gargano il percorso terrestre segue la direzione della cosiddetta Linea di San Michele che, attraverso l’Europa ed il Mediterraneo unisce i 7 santuari dedicati all’Arcangelo: dall’Irlandese Monastero di Skellig Michael al Monastero di St Michael’s Mount in Cornovaglia, Mont Saint-Michel in Normandia, la Sacra di San Michele in Val di Susa, la Grotta Santuario di San Michele sul Gargano, l’isola greca di Symi con il Monastero di San Michele a Panormitis fino al Monastero di Stella Maris sul Monte Carmelo sopra Haifa.

## Cammino di San Michele in Italia
Il tratto italiano del Cammino di San Michele, lungo circa 1532 chilometri, si snoda dalla Sacra di San Michele in Val di Susa fino al Santuario di San Michele Arcangelo sul Gargano, passando per Roma Castel Sant'Angelo e altre località di interesse storico e religioso. Questo percorso è parte integrante dei Cammini Religiosi del Ministero del Turismo italiano.

## Storia e Significato
Il culto di San Michele Arcangelo ha radici antiche e si è diffuso in tutta Europa a partire dai primi secoli del Cristianesimo. I santuari a lui dedicati divennero importanti mete di pellegrinaggio nel corso del Medioevo.
La "Linea di San Michele" è un concetto che suggerisce un allineamento geografico di sette importanti santuari dedicati all'Arcangelo:
- Skellig Michael (Irlanda)
- St Michael's Mount (Cornovaglia, Regno Unito)
- Mont Saint-Michel (Normandia, Francia)
- Sacra di San Michele (Val di Susa, Italia)
- Santuario di San Michele Arcangelo (Monte Sant'Angelo, Italia)
- Monastero di San Michele Arcangelo Panormitis (Rodi, Grecia)
- Monastero Stella Maris (Haifa, Israele)

Questa connessione geografica ha ispirato la creazione di un moderno itinerario di pellegrinaggio che mira a collegare spiritualmente e culturalmente questi luoghi significativi.
Il sito www.camminodisanmichele.org evidenzia il tratto italiano del cammino, lungo circa 1530 chilometri, che si snoda dalla Sacra di San Michele in Val di Susa fino al Santuario di San Michele Arcangelo sul Gargano, passando per Roma e altre località di interesse storico e religioso.
Il pellegrinaggio lungo queste antiche vie ha una storia profonda come il culto di San Michele abbia giocato un ruolo cruciale nella conversione dei Longobardi nel VI-VII secolo d.C., con l'Arcangelo che progressivamente sostituì la figura del loro dio Odino. 
Durante le Crociate, questi percorsi assunsero un'importanza strategica per i pellegrini diretti in Terra Santa.

## Possibili Radici Storiche e Simboliche: la Visione di Costantino
L'episodio della visione di Costantino, narrato da Eusebio di Cesarea nella sua *Vita di Costantino*, sebbene Eusebio stesso si mostrasse cauto e riportasse l'evento solo sotto giuramento dell'imperatore e dopo la sua morte, rappresenta un momento cruciale per l'affermazione del Cristianesimo e potrebbe offrire un contesto storico-religioso significativo per comprendere la successiva diffusione del culto di figure come San Michele Arcangelo lungo itinerari che sarebbero poi confluiti, idealmente, nel moderno "Cammino di San Michele".
Secondo il racconto di Eusebio, Costantino, ancora prima di giungere a Roma per affrontare Massenzio, si rivolse in preghiera alla divinità. Poco dopo mezzogiorno, sia l'imperatore che il suo esercito furono testimoni di un prodigioso evento celeste: l'apparizione di un incrocio di luci sopra il sole accompagnata dalla scritta ἐν τούτῳ νίκα ("con questo vinci").
Nella notte seguente, a Costantino sarebbe apparso Cristo (figura che in alcune leggende successive viene talvolta associata all'Arcangelo Michele per il suo ruolo di condottiero delle milizie celesti), ordinandogli di adottare come vessillo il segno che aveva visto in cielo.
La mattina della battaglia decisiva, Costantino, preoccupato, convocò sacerdoti cristiani per ricevere istruzioni sul Cristianesimo, una religione a lui non ancora pienamente nota, diversamente dalla madre Elena.
A seguito di queste consultazioni, Costantino decise di far precedere le sue truppe dal *labarum* imperiale, un vessillo recante il simbolo cristiano del *Chi-Rho* (detto anche monogramma di Cristo), formato dalle prime due lettere greche della parola ΧΡΙΣΤΟΣ ("Christòs"), Χ (chi) e Ρ (rho), sovrapposte. Sotto queste insegne, l'esercito di Costantino sconfisse Massenzio.
Questo evento segnò una svolta fondamentale nella storia dell'Impero Romano e nella diffusione del Cristianesimo, la cui crescente influenza nei secoli successivi contribuì alla sacralizzazione di luoghi e alla nascita di itinerari di pellegrinaggio. Sebbene non vi sia un legame diretto e documentato che colleghi specificamente questa visione alla genesi del "Cammino di San Michele" come itinerario unitario, l'episodio illustra un contesto storico in cui la fede cristiana e i suoi simboli iniziarono a permeare profondamente la cultura e il territorio, preparando il terreno per la successiva venerazione di figure come San Michele e per la creazione di percorsi spirituali attraverso l'Europa.